# Atletismo nos Jogos Pan-Americanos de 2023 - Lançamento de martelo masculino
A competição de lançamento de martelo masculino do atletismo nos Jogos Pan-Americanos de 2023 foi disputada em 4 de novembro no Parque Deportivo Estadio Nacional, em Santiago, no Chile. No total, competiram 11 atletas de 9 Comitês Olímpicos Nacionais (CON).

## Calendário
Horário local (UTC-4).
| Data          | Horário | Fase  |
| ------------- | ------- | ----- |
| 4 de novembro | 18:30   | Final |

## Medalhistas
| Ouro   | CAN Ethan Katzberg |
| Prata  | USA Daniel Haugh   |
| Bronze | USA Rudy Winkler   |

## Recordes
Antes desta competição, os recordes mundiais e dos Jogos Pan-Americanos da prova eram os seguintes:
| Tipo                             | Atleta        | Marca   | Local       | Data                  |
| -------------------------------- | ------------- | ------- | ----------- | --------------------- |
|                                  | Yuriy Sedykh  | 86,74 m | Stuttgart   | 30 de agosto de 1986  |
| Recorde dos Jogos Pan-Americanos | Johnson Kibwe | 79,63 m | Guadalajara | 26 de outubro de 2011 |

O seguinte novo recorde foi estabelecido durante esta competição: 
| Data                  | Prova | Atleta         | Nacionalidade | Distância | Recordes                         |
| --------------------- | ----- | -------------- | ------------- | --------- | -------------------------------- |
| 4 de novembro de 2023 | Final | Ethan Katzberg | Canadá        | 80.96     | Recorde dos Jogos Pan-Americanos |

## Resultados

### Final
Estes foram os resultados:
| Pos. | Atleta            | Nacionalidade      | #1    | #2    | #3    | #4    | #5    | #6    | Resultado | Notas                            |
| ---- | ----------------- | ------------------ | ----- | ----- | ----- | ----- | ----- | ----- | --------- | -------------------------------- |
| 01 ! | Ethan Katzberg    | CAN Canadá         | 80.02 | x     | 78.31 | 80.92 | 80.96 | 80.00 | 80.96     | Recorde dos Jogos Pan-Americanos |
| 02 ! | Daniel Haugh      | USA Estados Unidos | 77.18 | 76.11 | 76.90 | 75.88 | 76.70 | 77.62 | 77.62     |                                  |
| 03 ! | Rudy Winkler      | USA Estados Unidos | x     | x     | 72.78 | x     | 76.65 | x     | 76.65     |                                  |
| 4    | Diego del Real    | MEX México         | 73.87 | 75.59 | 74.82 | 74.36 | 75.36 | 74.79 | 75.36     |                                  |
| 5    | Humberto Mansilla | CHI Chile          | 72.95 | x     | 73.72 | 70.95 | x     | 74.35 | 74.35     |                                  |
| 6    | Gabriel Kehr      | CHI Chile          | 73.30 | 74.32 | 74.15 | x     | 73.02 | x     | 74.32     |                                  |
| 7    | Joaquin Gómez     | ARG Argentina      | 70.23 | 72.36 | 69.64 | x     | x     | x     | 72.36     |                                  |
| 8    | Ronald Mencia     | CUB Cuba           | x     | x     | 71.52 | 71.52 | x     | x     | 71.52     |                                  |
| 9    | Alencar Chagas    | BRA Brasil         | 67.38 | 70.54 | x     |       |       |       | 70.54     |                                  |
| 10   | Carlos Arteaga    | NCA Nicarágua      | 55.10 | 59.75 | 56.26 |       |       |       | 59.75     |                                  |
| –    | Jerome Vega       | PUR Porto Rico     | x     | x     | x     |       |       |       | NM        |                                  |

Legenda
| Recorde mundial                  | Recorde mundial (World record)               |                       | Recorde africano                      | Recorde africano (African) |                                           | Q | Classificado por posição (Qualified) |
| Recorde dos Jogos Pan-Americanos | Recorde pan-americano (Pan-American record)  | Recorde da América    | Recorde da América (Americas)         | q                          | Classificado por melhor tempo (Qualified) |   |                                      |
| Melhor marca do ano              | Melhor marca do ano (World leading)          | Recorde asiático      | Recorde asiático (Asian)              | DNS                        | Não largou (Did not start)                |   |                                      |
| Recorde nacional                 | Recorde nacional (National record)           | Recorde europeu       | Recorde europeu (European)            | DNF                        | Não terminou (Did not finish)             |   |                                      |
| Recorde pessoal                  | Recorde pessoal do atleta (Personal best)    | Recorde da Oceania    | Recorde da Oceania (Oceania)          | DSQ / DQ                   | Desclassificado (Disqualified)            |   |                                      |
| Recorde da temporada             | Recorde da temporada do atleta (Season best) | Recorde sul-americano | Recorde sul-americano (South America) | NM                         | Sem marca (No mark)                       |   |                                      |